# Rush in Rio
Albums de Rush
Vapor Trails
(2002) Feedback
(2004)
Rush in Rio est un triple CD live du groupe Rush, publié en 2003, et également disponible en édition double DVD : Rush in Rio. Ce disque fut enregistré le 23 novembre 2002 au célèbre Stade Maracanã à Rio de Janeiro durant le dernier concert de la tournée de support pour Vapor Trails. Cependant, le troisième CD contient deux titres bonus enregistrés plus tôt sur la tournée : Between Sun & Moon fut enregistré au Cricket Wireless Pavilion de Phoenix (Arizona) le 27 septembre 2002 et Vital Signs au Colisée Pepsi de Québec le 19 octobre 2002.

## Historique
Rush in Rio est le premier album live publié par le groupe par le groupe à ne pas suivre le modèle de sortie d'un album live, après quatre albums studio; et est également le premier contenant une setlist complète sans aucun changement dans l'ordre joué lors du concert original. Dans une interview à propos de cet album, Alex Lifeson et James "Jimbo" Barton ont déclaré qu'il leur fallu énormément de tempspour mixer le son, en raison des énormes difficultés techniques de l'enregistrement du concert sur un équipement sommaire. Pour ce concert, Rush joua devant 40 000 personnes, leur seconde plus grande affluence pour la tournée Vapor Trails - la plus grande affluence de public (60 000 personnes) étant pour leur concert de la veille à São Paulo.

## Liste des titres

### CD Disque 1
1. Tom Sawyer – 5:04
2. Distant Early Warning – 4:50
3. New World Man – 4:04
4. Roll the Bones – 6:15
5. Earthshine – 5:44
6. YYZ – 4:56
7. The Pass – 4:52
8. Bravado – 6:19
9. The Big Money – 6:03
10. The Trees – 5:12
11. Freewill – 5:48
12. Closer to the Heart – 3:04
13. Natural Science – 8:34

### CD Disque 2
1. One Little Victory – 5:32
2. Driven – 5:22
3. Ghost Rider – 5:36
4. Secret Touch – 7:00
5. Dreamline – 5:10
6. Red Sector A – 5:16
7. Leave That Thing Alone – 4:59
8. O Baterista (solo de batterie de Neil Peart)  – 8:54
9. Resist – 4:23
10. 2112 Overture/The Temples of Syrinx – 6:52

### CD Disque 3
1. Limelight – 4:29
2. La Villa Strangiato – 10:05 (incluant Stream of consciousness, diatribe lue par Alex Lifeson, et une citation du titre "The Girl from Ipanema")
3. The Spirit of Radio – 5:28
4. By-Tor & The Snow Dog – 4:34 (version courte)
5. Cygnus X-1 – 3:12 (version courte)
6. Working Man – 5:48
7. Between Sun & Moon – 4:51 (Bonus Track)
8. Vital Signs – 4:58 (Bonus Track)

## Membres du groupe
- Geddy Lee - Basse, guitare acoustique, synthétiseurs, chant
- Alex Lifeson - Guitares électriques et acoustiques, Pédales Taurus Moog, chœurs
- Neil Peart - Batterie, percussions